# Promachus cristatus
Promachus cristatus är en tvåvingeart som beskrevs av H. Oldroyd 1960. Promachus cristatus ingår i släktet Promachus och familjen rovflugor.
Artens utbredningsområde är Madagaskar. Inga underarter finns listade i Catalogue of Life.